# Hospital Aristides Maltez
O Hospital Aristides Maltez (HAM) é um hospital brasileiro, localizado no bairro de Brotas, no município de Salvador. O edifício do hospital foi tombado pelo IPAC em 2008.

## História
A história do Hospital Aristides Maltez está entrelaçada com a Liga Baiana Contra o Câncer, que foi fundada em 1936 pelo professor Aristides Maltez. Testemunhando as dificuldades das mulheres carentes de terem tratamento para câncer uterino, Aristides iniciou uma campanha junto à sociedade para incentivar a criação de um Instituto de Câncer. Com o dinheiro adquirido nestas campanhas, adicionado aos recursos disponibilizados pelo Interventor do Estado da Bahia, Landulpho Alves de Almeida, foi adquirida a Chácara Boa Sorte, no bairro de Brotas. A pedra fundamental do Instituto foi lançada em 1940, porém o médico Aristides Maltez falece em 1943, sem presenciar a construção do instituto que tanto idealizou.
Em 2 de Fevereiro de 1952 é fundado o Hospital Aristides Maltez, com o nome em sua homenagem. O hospital atende pacientes de todos os municípios da Bahia e de outros estados limítrofes. É uma instituição sem fins lucrativos, especializada no tratamento do câncer pertencente a Liga Bahiana Contra o Câncer (LBCC), atuante como a principal unidade de atendimento oncológico à população carente do estado da Bahia, a instituição tornou-se referência no controle do câncer do colo de útero.

## Estrutura
O hospital possui atualmente 232 leitos e 180 médicos especializados.
A unidade de oncopediatria, ocupa um prédio de cinco pavimentos e possui mais de 5.000 m² de área construída.

## Centro de Estudos do HAM
Os membros do Hospital Aristides Maltez criaram um centro de estudos para debater temas relacionados ao câncer, cujo objetivo era a troca de conhecimento e divulgação tanto no âmbito nacional como internacional. Em 1956 foi lançado o periódico Arquivos de Oncologia, para conscientizar tanto a população como profissionais da área sobre a importância do diagnóstico precoce. Também colaborou para diminuir o estigma da doença, que alguns ainda associavam com a ideia de contagioso ou de promiscuidade, além de enfatizar que para esta enfermidade, os remédios caseiros não tinham efeito.